# ایوق
ایوق یکی از روستاهای استان آذربایجان شرقی است که در دهستان شربیان بخش مهربان شهرستان سرآب واقع شده‌است.
میرزا ابراهیموف نویسنده و سیاست مدار اهل باکو در این روستا به دنیا آمده است.
یکی از گمان ها درباره نام این روستا این است که ریشه این نام با نام قبیله "یوا" یا "ییوا" که یکی از قبایل ترکان اوغوز بوده است ارتباط دارد. چنانکه در تاریخ عصر مغول از روستائی بنام «ایوا» روایت می‌شود که بین اوجان (بستان آباد) و سراو (سرآب) در جنوب و شرق تبریز قرار دارد. 

## زمین لرزهٔ ایوق
زمین لرزهٔ ایوق، زمین لرزه ای به شدت ۴٫۹ ریشتری که در ساعت ۳:۴۴ بامداد ۶ شهریور ۱۳۹۶ و در عمق ۵ کیلومتری، روستای ایوق و شهر شربیان و روستاهای اطراف را لرزاند. در این زمین لرزه ۹۰٪ منازل به‌طور کامل ویران شد ولی هیچ تلفات جانی نداشت.

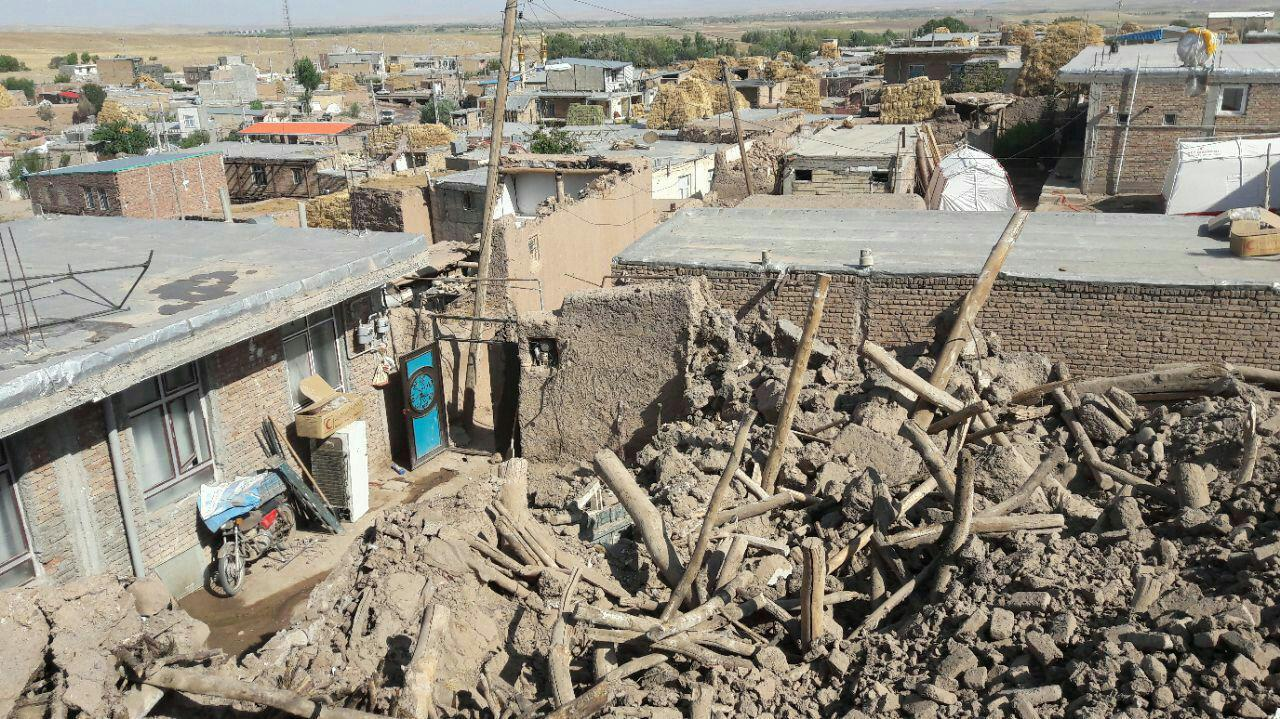
زمین لرزهٔ ایوق